# Goldegg
Goldegg est une commune ainsi qu'une petite station de sports d'hiver, situées dans le district de Sankt Johann im Pongau dans l'État de Salzbourg en Autriche.
Le village est situé sur la « Terrasse Ensoleillée » de Salzbourg, à 60 km de la capitale du Land. Sa superficie est de 33,1 kilomètres carrés, et le village compte environ 2 200 habitants.

## Étymologie
Le village tire son nom « Goldegg am See » (en français : « Goldegg au lac ») d’un petit lac auprès duquel il est situé.

## Culture
Le château, qui a été construit au XIVe siècle, est aujourd’hui un centre de culture présentant pendant toute l’année de nombreux événements tels que des concerts, des expositions d’artistes régionaux et internationaux, des spectacles de cabaret, des pièces de théâtre, des séminaires ou des ateliers. Dans le petit château, on peut suivre des cours de 'Qi Gong', regarder un concert de jazz ou juste profiter de la belle vue en buvant un café et en mangeant un gâteau. Même Nicolas Cage, star de Hollywood, a visité Goldegg et il a beaucoup apprécié ce petit village avec ses habitants chaleureux.
Le village possède également un musée qui expose une grande collection de céramiques, des costumes folkloriques et des meubles rustiques. En découvrant ces pièces d’exposition, on peut plonger dans l’histoire fascinante de Goldegg.

## Sports, loisirs et hôtels
A Goldegg, il y a un terrain de golf, un château, un petit lac, un court, deux centres d'équitation, 3 hôtels et plusieurs auberges et pensions de famille. De nombreuses activités sont possibles dans la région, permettant de profiter de paysages idylliques. Notamment faire des randonnées à pied ou à vélo, ou encore nager dans les deux lacs marécageux.
Les amateurs d’alpinisme peuvent profiter des montagnes près de Goldegg. Celles-ci sont idéales également pour effectuer des randonnées à raquettes en hiver, et des randonnées à pied ou en VTT en été.

## Domaine skiable
En hiver, le village offre un réseau de pistes de ski de fond, qui relie St. Veit et Schwarzach im Pongau (deux villages à proximité) à Goldegg. Ce réseau y trouve son apogée dans le parcours qui ceinture le lac gelé sur lequel on peut également pratiquer le patinage.
De plus, Goldegg est une petite station de ski alpin dont le domaine skiable se prête plus particulièrement aux enfants ainsi qu'aux débutants. Relativement peu fréquenté, il est desservi par trois téléskis. Un fil-neige, non-compris dans l'offre forfaitaire du domaine principal, est situé un peu à l'écart, sur le bas du domaine.
La station fait partie du regroupement de stations de Ski Amade.